# Bahnhof Taipower Building
Der Bahnhof Taipower Building (chinesisch 台電大樓站, Pinyin Táidiàn Dàlóu Zhàn, englisch Taipower Building Station) ist ein U-Bahnhof der grünen Linie (Xindian-Linie) der MRT Taipeh, gelegen zwischen den Stadtteilen Da’an und Zhongzheng.

## Übersicht
Der Bahnhof liegt am unteren Teil der Roosevelt Road, zwischen den Kreuzungen Shida Lu und Xinhai Lu. Die Nummer des Bahnhofs ist G9. In der Nähe befindet sich der Shida-Nachtmarkt.
Der Name der Station kommt von dem Hauptgebäude der Taiwan Power Company (chinesisch 台灣電力公司, Pinyin Táiwān Diànlì Gōngsī), welches allerdings auf halber Strecke zwischen dem Bahnhof Taipower Building und Gongguan liegt. Ursprünglich war geplant, den Bahnhof Sānzǒng (三總) zu nennen.
Der Bahnhof ist ein unterirdischer Inselbahnhof mit fünf Ein- und Ausgängen.

### Ausgänge

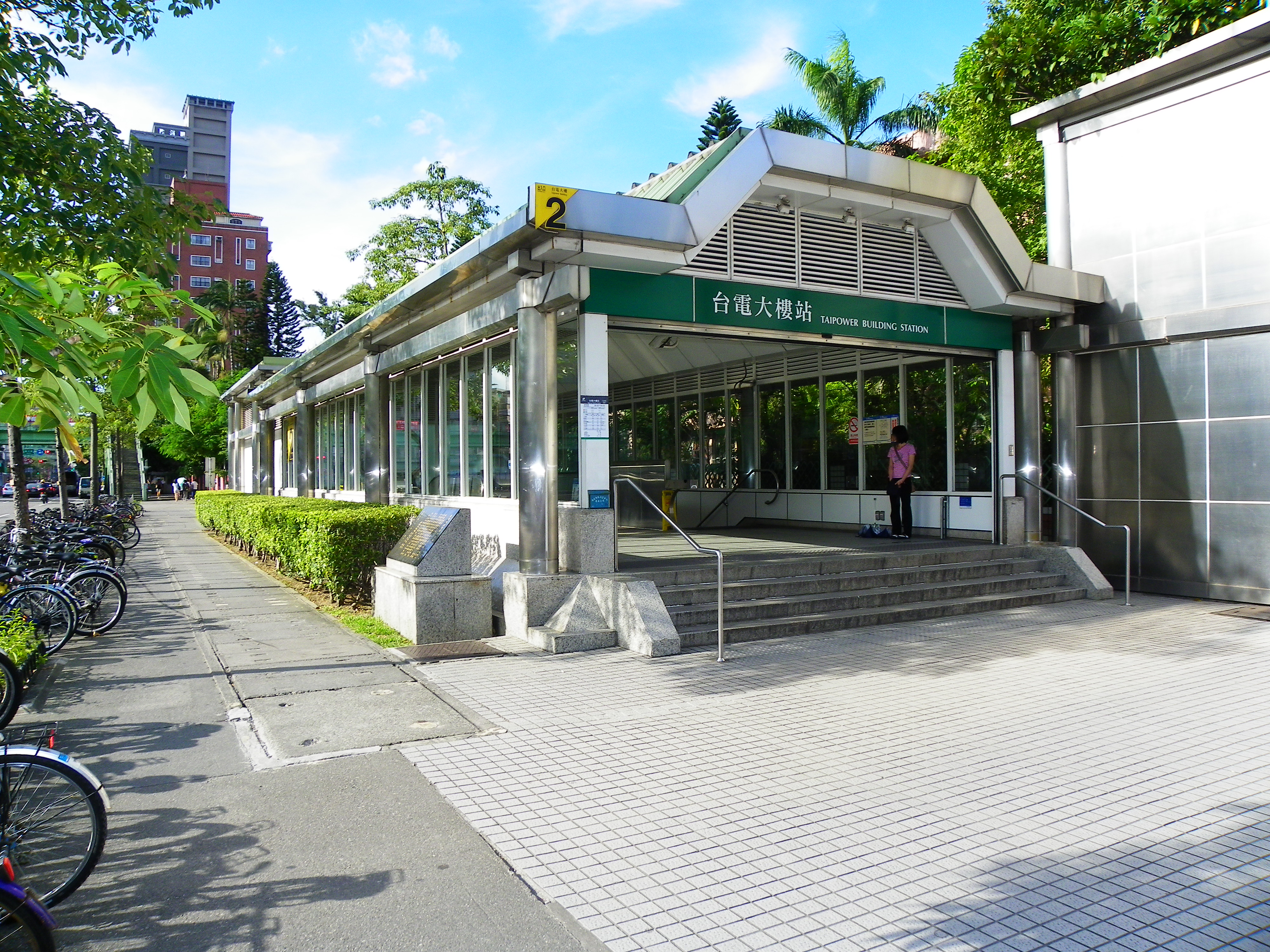
Ausgang 2

Die Ausgänge 1 und 2 sind am südlichen, die Ausgänge 3 und 4 am östlichen und der Ausgang 5 am westlichen Ende des Bahnhofs. Ein barrierefreier Aufzug befindet sich am Ausgang 5. 
- Ausgang 1: Sanjunzong-Krankenhaus
- Ausgang 2: Guoting-Grundschule
- Ausgang 3: Longquan-Markt
- Ausgang 4: Shida Lu
- Ausgang 5: Kinder-Verkehrsmuseum; Aufzug